# Саут Мајами Хајтс (Флорида)
Саут Мајами Хајтс (енгл. South Miami Heights) насељено је место без административног статуса у америчкој савезној држави Флорида.

## Демографија
По попису из 2010. године број становника је 35.696, што је 2.174 (6,5%) становника више него 2000. године.
| Група             | 2000.          | 2010.          |
| Белци             | 3.746 (11,2%)  | 2.561 (7,2%)   |
| Афроамериканци    | 10.163 (30,3%) | 8.671 (24,3%)  |
| Азијати           | 612 (1,8%)     | 532 (1,5%)     |
| Хиспаноамериканци | 18.829 (56,2%) | 24.258 (68,0%) |
| Укупно            | 33.522         | 35.696         |